# プロ・レッコ
プロ・レッコ（イタリア語: Pro Recco）は、イタリア・リグーリア州レッコを本拠地とする男子水球クラブ。1913年に創設。正式名称は Associazione Sportiva Dilettantistica Pro Recco。
2004年、2007年のヨーロッパカップで優勝した。国内リーグでは21回優勝した。